# روبرت ويب (كريكت)
روبرت ويب (بالإنجليزية: Rupert Webb)‏‏ (11 يوليو 1922 - 27 أغسطس 2018) هوَ لاعب كريكت إنجليزي، لعبَ الكريكت في الدرجة الأولى لساسكس منذ 1948 حتى 1960. ولدَ في هارو في ميدلسكس، وتوفي في 27 أغسطس 2018.